# پیر پالیو
پیِر مارسِل پالیِوْ (به فرانسوی: Pierre Marcel Poilievre; ‎/ˌpɔːliˈɛv/‎؛ تلفظ: پا-لی-یِوْ؛ زاده ۳ ژوئن ۱۹۷۹) سیاستمدار کانادایی اهل آلبرتا است که از سال ۲۰۲۲ به عنوان رهبر حزب محافظه‌کار کانادا و رهبر اپوزیسیون کانادا مشغول به فعالیت بوده است. وی در دانشگاه کلگری به تحصیل روابط بین‌الملل پرداخت و نخستین بار در سال ۲۰۰۴ به عنوان عضو پارلمان (MP) از حوزه نپین-کارلتون و سپس از حوزه مجدداً ایجاد شده‌ی کارلتون در منطقه اتاوا به مجلس عوام کانادا راه یافت. در دولت استیون هارپر بین سال‌های ۲۰۱۳ تا ۲۰۱۵ به عنوان وزیر اصلاحات دموکراتیک و سپس برای مدت کوتاهی در ۲۰۱۵ به عنوان وزیر اشتغال و توسعه اجتماعی بر سر کار بود. پس از بر سر کار آمدن دولت لیبرال جاستین ترودو، پالیو از ۲۰۱۷ تا ۲۰۲۲ در دولت سایه به عنوان منتقد امور مالی و کمیسیون ملی سرمایه و همچنین برای مدتی منتقد امور مشاغل و صنعت فعالیت کرد.
پس از شکست ارین اوتول در انتخابات ۲۰۲۲ کانادا، پالیو در ۵ فوریه ۲۰۲۲ اعلام کرد که در انتخابات بعدی رهبری حزب محافظه کار شرکت خواهد کرد. کمپین او بر افزایش آزادی و کاهش هزینه‌های زندگی متمرکز بود. او بارها اعلام کرده که می‌خواهد کانادا را تبدیل به آزاد ترین کشور بر روی زمین کند. وی که حمایت محافظه‌کاران مطرح از جمله نخست‌وزیر پیشین استیون هارپر را داشت، در ۱۰ سپتامبر ۲۰۲۲ با اختلاف، آراء حزب محافظه‌کار را برنده شد و رهبر حزب گردید. از آن زمان وی یکی از سرسخت‌ترین منتقدان نخست‌وزیر جاستین ترودو و همچنین ائتلاف حزب لیبرال با حزب چپ‌گرای دموکراتیک جدید بوده است. وی در انتخابات سال ۲۰۲۵ کانادا از   رقیبش مارک کارنی شکست خورد.